# Stephen G. Wheatcroft
Stephen G. Wheatcroft  (nascido em 1 de junho de 1947) é um professor da Escola de Estudos Históricos da Universidade de Melbourne. Seus objetos de pesquisa são a história social, econômica e demográfica da Rússia pré-revolucionária e da União Soviética, bem como os problemas da fome e do abastecimento alimentar na história do mundo moderno, o impacto da mídia na história e o desenvolvimento recente da sociedade russa e ucraniana. Wheatcroft fala russo fluentemente e passou boa parte de sua carreira pesquisando nos arquivos soviéticos, desempenhando um papel importante na publicação de materiais dos arquivos.
Wheatcroft foi nomeado membro da Academia de Ciências Sociais na Austrália em 2005.

## Trabalhos selecionados

### Livros
- Davies, R. W.; Harrison, Mark; Wheatcroft, S. G. The Economic Transformation of the Soviet Union, 1913–1945. [S.l.: s.n.] ISBN 978-0-521-45152-9
- (coeditor; publicação de materiais de arquivo) The Tragedy of the Soviet Village, 1927-1939 2001  em Russo
- Wheatcroft, ed. (2002). Challenging Traditional Views of Russian History. [S.l.: s.n.] ISBN 978-0333754610
- Davies, R. W.; Wheatcroft, S. G. The Industrialisation of Soviet Russia Volume 5: The Years of Hunger: Soviet Agriculture 1931-1933. [S.l.: s.n.] ISBN 978-0-230-23855-8

### Artigos
- «More light on the scale of repression and excess mortality in the Soviet Union in the 1930s» (PDF). Soviet Studies. 42. JSTOR 152086. doi:10.1080/09668139008411872
- «Stalin, Grain Stocks and the Famine of 1932-1933» (PDF). Slavic Review. 54. JSTOR 2501740. doi:10.2307/2501740
- «The Scale and Nature of German and Soviet Repression and Mass Killings, 1930–45» (PDF). Europe-Asia Studies. 48. JSTOR 152781. doi:10.1080/09668139608412415
- «A Further Note of Clarification on the Famine, the Camps and Excess Mortality» (PDF). Europe-Asia Studies. 49. doi:10.1080/09668139708412456
- «Victims of Stalinism and the Soviet Secret Police: The Comparability and Reliability of the Archival Data. Not the Last Word» (PDF). Europe-Asia Studies. 51. doi:10.1080/09668139999056
- «The Scale and Nature of Stalinist Repression and its Demographic Significance: On Comments by Keep and Conquest» (PDF). Europe-Asia Studies. 52. doi:10.1080/09668130050143860
- «Towards Explaining the Soviet Famine of 1931–1933: Political and Natural Factors in Perspective». Food and Foodways. 12. doi:10.1080/07409710490491447
- «Stalin and the Soviet Famine of 1932-1933: A Reply to Ellman» (PDF). Europe-Asia Studies. 58. doi:10.1080/09668130600652217